# Копей-Кубовська сільська рада
Копе́й-Кубо́вська сільська рада (рос. Копей-Кубовский сельский совет) — муніципальне утворення у складі Буздяцького району Башкортостану, Росія. Адміністративний центр — село Копей-Кубово.
Станом на 2002 рік сільська рада називалась Копейкубовська.

## Населення
Населення — 1553 особи (2019, 1913 у 2010, 1908 у 2002).

## Склад
До складу поселення входять такі населені пункти:
| Населений пункт         | Населення, осіб (2002) | Населення, осіб (2010) |
| ----------------------- | ---------------------- | ---------------------- |
| Батирша-Кубово, село    | 334                    | 330                    |
| Велика Устюба, село     | 303                    | 345                    |
| Казаклар-Кубово, село   | 217                    | 240                    |
| Каранбаш, присілок      | 74                     | 49                     |
| Копей-Кубово, село      | 961                    | 949                    |
| Роз'їзда Устюба, селище | 19                     | -                      |